# Campiglossa tamerlan
Campiglossa tamerlan är en tvåvingeart som först beskrevs av Erich Martin Hering 1938.  Campiglossa tamerlan ingår i släktet Campiglossa och familjen borrflugor.
Artens utbredningsområde är Uzbekistan. Inga underarter finns listade.